# Szkaradnica
Szkaradnica, synanceja  (Synanceia verrucosa) – drapieżna ryba morska z rodziny skorpenowatych (często zaliczana do rodziny szkaradnicowatych Synanceiidae). Poławiana, hodowana w akwariach. Uważana za jedno z najbardziej jadowitych zwierząt morskich. Ukłucia mogą być śmiertelne dla człowieka.  

## Zasięg występowania
Ocean Indyjski, Ocean Spokojny i Morze Czerwone, głównie rafy koralowe, na głębokości ok. 30 metrów.

## Charakterystyka
Ciało masywne, uzbrojone w kolce połączone z gruczołami jadowymi. Kształtem i ubarwieniem przypomina skałę (stąd angielska nazwa stonefish - ryba kamień). Osiąga przeciętnie 30–35 cm, maksymalnie do 40 cm długości.
Ukrywa się wśród skał, raf lub zagrzebuje w piaszczystym lub mulistym dnie. Posiada duże zdolności upodabniania się do otoczenia (mimetyzm). Nieruchomo czatuje na przepływającą ofiarę, po czym gwałtownym ruchem wciąga ją do paszczy.
Żywi się rybami i skorupiakami.